# Agnes Wessalowski
Agnes Wessalowski (geboren 1981 in Hamburg) ist eine deutsche Theaterschauspielerin und Sportlerin. Sie ist Ensemblemitglied des Klabauter Theaters in Hamburg und fünffache Teilnehmerin der Special Olympics World Games in mehreren Disziplinen.

## Leben

### Herkunft und Ausbildung
Agnes Wessalowskis Eltern waren aus Polen nach Deutschland gekommen. Sie wurde in Hamburg mit Trisomie 21 geboren und hat eine zehn Jahre ältere Schwester. Ihre Schulbildung erhielt sie in der Integrationsklasse einer Gesamtschule und in einer
Gewerbeschule für Gärtnerei und Hauswirtschaft. 2006 verließ sie ihr Elternhaus. Sie lebt in einer Wohngruppe in Hamburg-Bergedorf.

### Sport
Als sie sieben Jahre alt war, wurde sie auf Betreiben ihrer Eltern Sportvereinsmitglied. Sie trainiert in der Integrationssportgruppe des SV Nettelnburg/Allermöhe. 1999 nahm sie als 18-Jährige zum ersten Mal an den Special Olympics World Summer Games – in der Disziplin Schwimmen – teil, die in North Carolina, USA, veranstaltet wurden. Bei den Special Olympics World Winter Games 2013 in Südkorea war das Schneeschuhlaufen ihre Disziplin. In leichtathletischen Disziplinen erhielt sie bei den Sommerspielen 2015 in Los Angeles und 2019 in Abu Dhabi ebenso Medaillen wie in den beiden internationalen Wettbewerben zuvor, darunter zwei Goldmedaillen. In Abu Dhabi gewann sie Gold mit 1,80 Meter im Weitsprung, Bronze über 400 Meter (2:37,58 Minuten) und Gold mit zwei Schleswig-Holsteinerinnen und Robert Glowczewski aus ihrem Verein in der Mixed-Staffel über 4 × 100 Meter (1:28,81 Minuten). Bei den Special Olympics in Deutschland 2022 in Berlin holte sie Gold über 100 Meter.
Ihre fünften Special Olympics World Games waren die im Juni 2023 in Berlin, bei denen Agnes Wessalowski im Sprint, im Staffellauf und im Weitsprung startete. Ob sie ihre sportliche Laufbahn fortsetzen wird, ließ sie vor Beginn der Wettbewerbe offen und erklärte, dass sie keine Kraft mehr habe. Sie korrigierte sich im folgenden Satz: „Also ich habe schon Kraft, aber irgendwann reicht es.“ In der Disziplin Weitsprung erreichte sie in Berlin im Level C (F05) den fünften Platz, im 100-Meter-Lauf Level C F 02 den sechsten, und in der Staffel über 4 × 100 Meter Level F02 gewann ihr Team die Goldmedaille.

### Schauspiel
Agnes Wessalowski ist seit 2000 Ensemblemitglied des Klabauter Theaters als Teil der Stiftung Das Rauhe Haus in Hamburg, gefördert von der Stadt Hamburg, in dem Schauspieler mit und ohne Einschränkungen bezahlt arbeiten. Bis Ende 2022 stand sie in 27 Stücken auf der Bühne. In der Jubiläumsveranstaltung zum 25-jährigen Bestehen des Klabauter Theaters schilderte sie auf der Bühne, wie sie ihren Arbeitstag im Theater beginnt: Sie zieht die Probeschuhe an, wärmt sich auf, schüttelt sich aus und klopft den Körper ab. Dann sei sie konzentriert. Agnes Wessalowski beherrsche die Kunst der Verwandlung, sie könne leidenschaftlich tragische Figuren spielen und mit Leichtigkeit komödiantische Charaktere, urteilte Lars Hermes in der taz. Eine „begnadete Rampenspielerin“ nannte Falk Schreiber sie 2020 in der Premierenkritik von Peter Handkes Publikumsbeschimpfung im Hamburger Abendblatt. „Höchste Professionalität“ bescheinigte ihr und den weiteren Ensemblemitgliedern der NDR-Autor Peter Helling, als das Stück Alle krank 2022 nach mehreren Monaten Pandemiepause wieder auf die Bühne kam.

## Bühnenrollen (Auswahl)
- 2000 Der Sturm nach Shakespeare, Prinzessin Mirenda
- 2000 Seltsames Spiel, Maries Praktikantin
- 2002 Yvonne, die Burgunderprinzessin nach Witold Gombrowicz, Hofdame Isa
- 2004 Andersisches Kaleidoskop, Ärztin
- 2006 Ein Fest für Alle, Mutter
- 2008 Crazy Sommernachtstraum, Hermia
- 2009 Ungehalten Sein, böse Räuberin
- 2012 Crazy Sommernachtstraum reloaded, Hermia
- 2016 AJAX Katharsis, Göttin Athene
- 2018 Geister, Antigone
- 2020 Publikumsbeschimpfung, Schauspielerin, Lady Macbeth
- 2021 Wie es uns gefällt – Ein Sommertheatermusikspektakel, Simone
- 2021 Fenster, Lisa-Maria Scheffler
- 2022 2050, Kate[5]